# アリアケヒメシラウオ
アリアケヒメシラウオ（Neosalanx reganius、有明姫白魚）は、シラウオ科に属する魚の一種。

## 分布
日本固有の淡水魚であり、有明海へ流入する筑後川、緑川の下流域に生息する。両河川ともに感潮域の上流側から知られる。

## 形態
日本産のシラウオ科魚類では最小で、体長は40 - 55 mm、大きくても60 mm前後である。筑後川と緑川の個体群は遺伝的に異なり、筑後川の個体群の方が体長が4 - 10 mmほど小さく、体型も異なる。体高は高く、頭部は丸みを帯びる。下顎が突き出ており、口蓋骨歯は無い。体は無色透明で、腹には黒色胞が並んでいる。成熟した雄は臀鰭基部中央に黒色胞が現れる。

## 生態
産卵期は3 - 6月で、4月がピークである。川の水草や底の砂粒に産卵し、卵は球形で、直径は約0.9 mm。体内卵数は300 - 700個で、産卵数は500個前後。約10日で孵化し、仔魚は全長4 mm程。1年で成熟し、産卵すると寿命を終える年魚である。

## 人間の利用
食用としての利用はされていないが、味はシラウオと変わりがないとされる。

## 保全状況評価
- 絶滅危惧IA類 (CR)（環境省レッドリスト）

- 福岡県-絶滅危惧ⅠA類（CR）　佐賀県-絶滅危惧Ⅰ類　熊本県-絶滅危惧Ⅰ類（CR+EN）[6]